# 佐多氏
佐多氏（さたし）は、日本の氏族の一つ。

## 建部姓の佐多氏
建部姓の佐多氏は、大隅国発祥の氏族である。
大隅国の豪族であり、圃田帳に「佐太十町、丁別二十疋、大将殿の御下文を賜い建部高清これを知行す」「桑吏郡武安六丁、字新大夫（佐多、建部高清）」と載せている。また建久9年御家人交名に「佐多新大夫高清、弥三大夫近遠」の名前が見える。
この建部姓の佐多氏は、のちに平姓を称し、「平資盛の子・国盛の男時盛に至り、建部氏を称し、また佐多ともいう」とされる。
子孫に佐多太郎久秀がいた。久秀は承久の乱で上洛して宇治川で戦死する。
『地理纂考』の佐多郷馬籠村高木城に「当郷は鎌倉将軍頼朝の時、佐多新大夫高清・領主たりという。その後、野上田伊予坊時盛（一説佐多太郎友盛とあり）佐多を領す。時盛は四位少将平資盛の孫子兵庫頭国盛の男にして、時に建部氏を称す。その後佐多太郎久秀・承久の兵乱に上洛して、宇治川にて戦死す。ここにおいて佐多家絶ゆ。のち木場某知行すと旧記に見えたり」と載せている。
田代氏系図には「伊豆守時盛が嫡子存盛・佐多を領し、佐多太郎という。存盛が孫久秀宇治川に戦死す」とある。

## 島津氏流の佐多氏
島津氏流の佐多氏は、大隅国発祥の氏族。

### 概要
鎌倉時代の文保2年（1318年）3月15日、島津宗家4代当主忠宗の三男・忠光が大隅国の佐多（現・鹿児島県南大隅町）を与えられたことにより、「佐多氏」を称したのが始まりである。。忠光はさらに、文和2年（1358年）に足利尊氏により薩摩国知覧（現・鹿児島県南九州市知覧町）を与えられている。
忠光は伊敷（現・鹿児島県鹿児島市伊敷）の地に居住していたが、孫の氏義の代に佐多へ居城を移す。そして、その子である親久の頃に知覧城へと移った。ただし、その子の忠遊は自ら一代を限りに佐多へ居住している。
江戸時代より薩摩藩一所持の家格となる。16代島津久逵は2代藩主島津光久の子で、4代藩主島津吉貴より島津庶流知覧家として長男家のみであるが島津姓を代々名乗ることを許された。次男家は変わらず佐多姓（佐多本家家臣格）を名乗り、庶流には達山氏（加世田・穆佐衆）や伊佐敷氏などがある。諱は嫡男が「久」の字、次男以降が「直」の字とされた。また、直別支流であることから、正徳年間以降は士分以下や他家の奉公人が佐多氏を称することは許されなかった。

### 歴代当主
1. 佐多忠光（島津忠宗の三男）
2. 佐多忠直
3. 佐多氏義
4. 佐多親久
5. 佐多忠遊
6. 佐多忠山
7. 佐多忠和
8. 佐多忠成
9. 佐多忠将
10. 佐多久政
11. 佐多久慶
12. 佐多忠充
13. 佐多忠治
14. 佐多久孝
15. 佐多久利
16. 島津久逵（2代藩主島津光久の子）
17. 島津久豪
18. 島津久峰（5代藩主島津継豊の子、久豪直子扱い）
19. 島津久邦
20. 島津久典
21. 島津久福
22. 島津久徴
23. 島津剛二郎
24. 島津忠弘